# Andrew X. Phạm
Andrew X. Phạm (sinh 1967) là nhà văn người Mỹ gốc Việt.

## Tiểu sử
Ông sinh năm 1967 tại Phan Thiết, Việt Nam Cộng hòa. Cha ông là nhân viên của chính quyền Việt Nam Cộng hòa và bị Việt Cộng bắt đi học tập cải tạo. Năm 1977 ông cùng gia đình vượt biên bằng đường biển trong lớp thuyền nhân rời khỏi Việt Nam.
Andrew X. Phạm tốt nghiệp kỹ sư không gian của Đại học California tại Los Angeles (UCLA) năm 1990 nhưng đã từ bỏ công việc chuyên nghiệp để đạp xe rong ruổi khắp các tiểu bang miền Tây Hoa Kỳ, Nhật Bản và nhiều nơi ở Việt Nam. Hành trình đạp xe cũng được nhắc đến trong tác phẩm Catfish and Mandala của ông. Cuốn du ký phóng tác này được tặng giải "Kiriyama Pacific Rim Book Prize" năm 1999 và được nhà xuất bản Farrar, Strauss and Giroux phát hành. Sách của ông cũng được dịch sang tiếng Đức dưới tựa Mond über den Reisfeldern và tiếng Pháp Le souffle du cobra.
Ông định cư tại Portland, Oregon.